# Церковь Святого Игнатия (Ландсхут)
Иезуитская церковь Святого Игнатия (нем. Jesuitenkirche St. Ignatius) — бывшая иезуитская церковь, расположенная в начале улицы Нойштадт баварского города Ландсхут — рядом с бывшим Иезуитским колледжем. Здание, относящееся к приходу церкви Святого Мартина, было построено в период с 1631 по 1641 год. Покровителем церкви является Игнатий Лойола.